# Stefan Batan
Stefan Batan (* 20. März 1985) ist ein schwedischer ehemaliger Fußballspieler assyrischer Herkunft. Der Abwehrspieler kam 2005 zu zwei Einsätzen in der schwedischen U-21-Auswahl.

## Werdegang
Batan begann seine Karriere bei Assyriska Föreningen, wo er in der Spielzeit 2003 in der Superettan debütierte. Obwohl am Ende der Saison 2004 eigentlich nur Tabellendritter geworden, spielte die Mannschaft in der Spielzeit 2005 in der Allsvenskan, da Örebro SK die Lizenz entzogen worden war. So kam Batan nach 31 Zweitligaspielen zu seinen ersten Einsätzen im schwedischen Oberhaus. Mit 22 Saisonspielen gehörte er zu den Stammspielern, konnte den direkten Wiederabstieg jedoch nicht verhindern. Dennoch kam er kurzzeitig in der schwedischen U21-Auswahl zum Einsatz, konnte sich aber nach zwei Einsätzen nicht längerfristig in der Mannschaft festsetzen.
Am Ende der Spielzeit 2005 sorgte Batan für einige Diskussionen im schwedischen Fußball. AIK Solna verkündete bereits den Wechsel des Spielers, der mündlich zugesagt hatte. Wenige Tage später unterschrieb er jedoch einen Vertrag beim Erzrivalen Djurgårdens IF. Er gab an, schon als Kind davon geträumt zu haben, eines Tages für DIF auflaufen zu dürfen.
Bei DIF kämpfte Batan mit Tobias Hysén um einen Stammplatz als Außenstürmer im vom Verein praktizierten 4-3-3-System, konnte sich aber nicht durchsetzen. Auch nach dem Weggang Hyséns im August 2006 konnte er sich keinen Stammplatz erobern. In der Spielzeit 2007 bestritt er daher elf seiner 13 Einsätze als Einwechselspieler. Auch im folgenden Jahr konnte er sich nicht in die Stammelf spielen und wurde an seinen Mutterklub Assyriska FF in die Superettan verliehen, um Spielpraxis zu sammeln. Nach anderthalb Jahren Ausleihzeit beim schwedischen Zweitligisten wechselte er im Januar 2010 fix zum Klub, bei dem er einen Zwei-Jahres-Vertrag unterschrieb. Hatte er zunächst mit dem Klub um den Wiederaufstieg in die Allsvenskan gespielt, platzierte er sich ab der Zweitliga-Spielzeit 2011 regelmäßig im mittleren Tabellenbereich. Dabei kam er als Stammspieler in den meisten Partien zum Einsatz, in den vier Spielzeiten nach seiner festen Verpflichtung verpasste der Mannschaftskapitän des Zweitligisten lediglich 15 von 120 Saisonspielen. 
Im Januar 2014 verkaufte Assyriska FF Batan an den Ligakonkurrenten Hammarby IF. Unter Trainer Nanne Bergstrand war er auch bei seinem neuen Klub Stammspieler, in 27 Ligaspielen trug er zum Allsvenskan-Aufstieg des Stockholmer Klubs als Meister der Zweitliga-Spielzeit 2014 bei. Im Laufe der Spielzeit 2015 verlor er jedoch seinen Stammplatz und kam in der Folge – teilweise auch verletzungsbedingt – nur noch unregelmäßig zum Einsatz. Dennoch verlängerte er Ende 2016, kurz nachdem Trainer Bergstrand seines Amtes enthoben worden war, seinen Vertrag um eine weitere Spielzeit, die Vereinbarung beinhaltete zudem eine Verlängerungsoption für ein weiteres Jahr. Auch unter Bergstrands Nachfolger Jakob Michelsen war er jedoch die meiste Zeit nur zweite Wahl.